# Soto de Cangas
Soto de Cangas (en asturiano y oficialmente: Sotu Cangues) es un lugar que pertenece a la parroquia de Abamia en el concejo de Cangas de Onís (Principado de Asturias). Se encuentra a 90 m s. n. m. y está situada a 3,50 km de la capital del concejo, Cangas de Onís. 

## Población
En 2020 contaba con una población de 144 habitantes (INE 2020) y un total de 85 viviendas.